# Fernando Buesa Arena
Die Fernando Buesa Arena (bis 2000: Pabellón Araba) ist eine Mehrzweckhalle in der spanischen Stadt Vitoria-Gasteiz, Autonome Gemeinschaft Baskenland. Nach einem Ausbau zwischen 2011 und 2012 fasst die Arena zu den Spielen des Basketballclubs Cazoo Baskonia 15.504 Besucher.

## Geschichte
Ursprünglich 1975 als Viehmarkt errichtet; wurde sie in eine Veranstaltungshalle umgebaut und 1991 eröffnet. Bis zum Jahr 2000 trug die Halle den Namen Pabellón Araba; danach erhielt sie den Namen des Politikers Fernando Buesa. Er wurde von der baskischen Untergrundorganisation ETA am 22. Februar 2000 durch eine Autobombe getötet. Um die Arena stehen 2.500 Autopark- und 40 Busstellplätze zur Verfügung. Zu den in der Halle ausgetragenen Veranstaltung zählen u. a. das Endspiel im FIBA Europacup 1995/96, das Final-Four-Turnier im ULEB Eurocup 2009/10 und die Final-Eight-Turniere des Copa del Rey de Baloncesto 2000, 2002, 2008, 2013 und 2017.
Innerhalb eines Jahres wurde die Arena erweitert. Dazu entfernte man das Kuppeldach; ein vierter Tribünenrang ergänzt und so die Kapazität auf rund 15.000 Plätze erhöht. Im März 2011 begannen die Bauarbeiten. Die Kosten wurden mit ca. 25 Mio. € veranschlagt. Anfang April 2012 fand die Neueröffnung der erweiterten Arena statt. Im ersten Spiel am 9. April schlug das Heimteam Caja Laboral die Mannschaft von Real Madrid vor 15.504 Zuschauern mit 67:66. Mit der Zuschauerkulisse von 15.504 Besuchern wurde für die spanische Liga ACB ein neuer Rekord aufgestellt.
Die Halle war zwischen dem 17. und 19. Mai 2019 Schauplatz des Final Four der EuroLeague 2018/19.

## Galerie

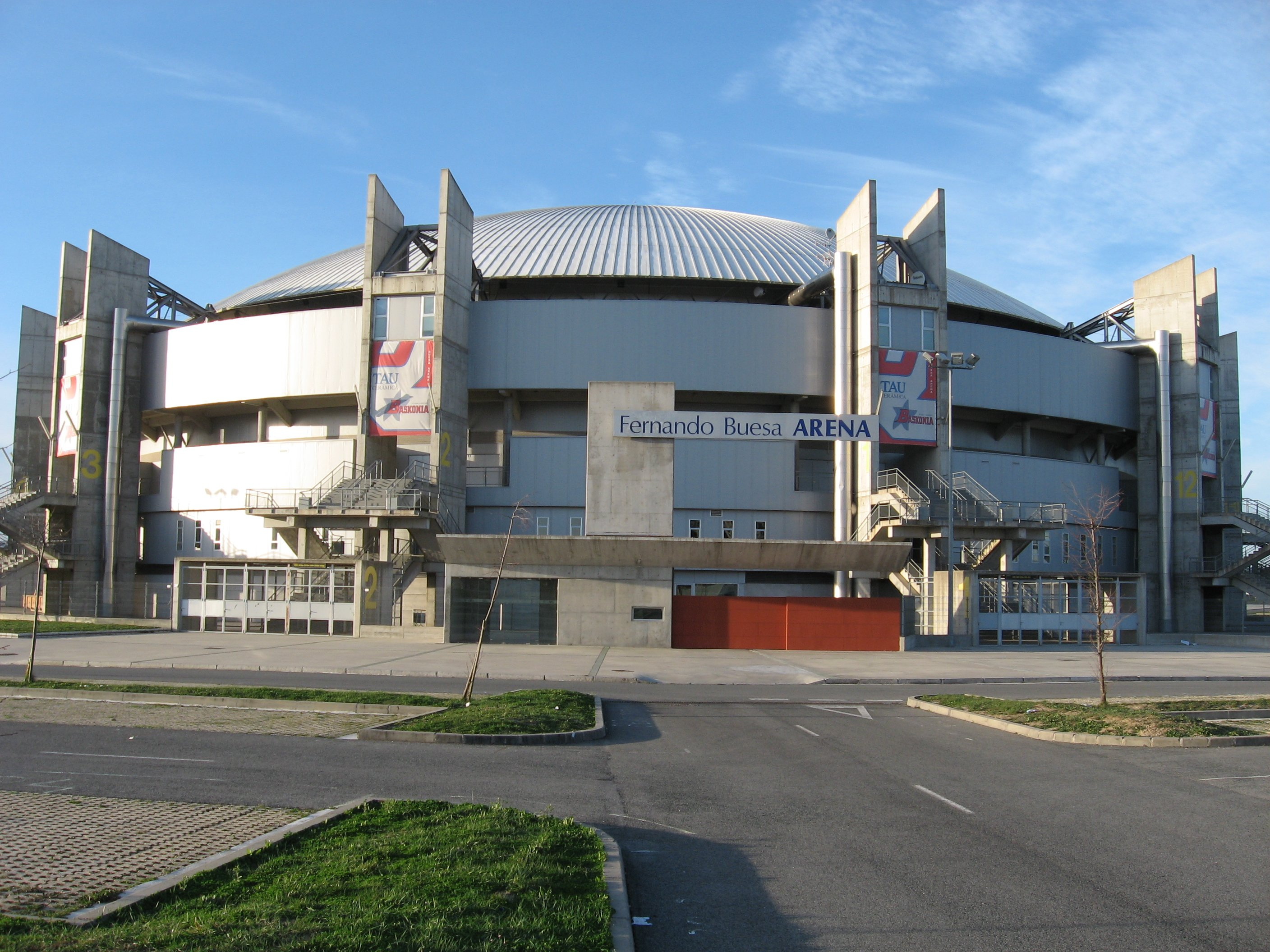
Die Arena vor der Erweiterung
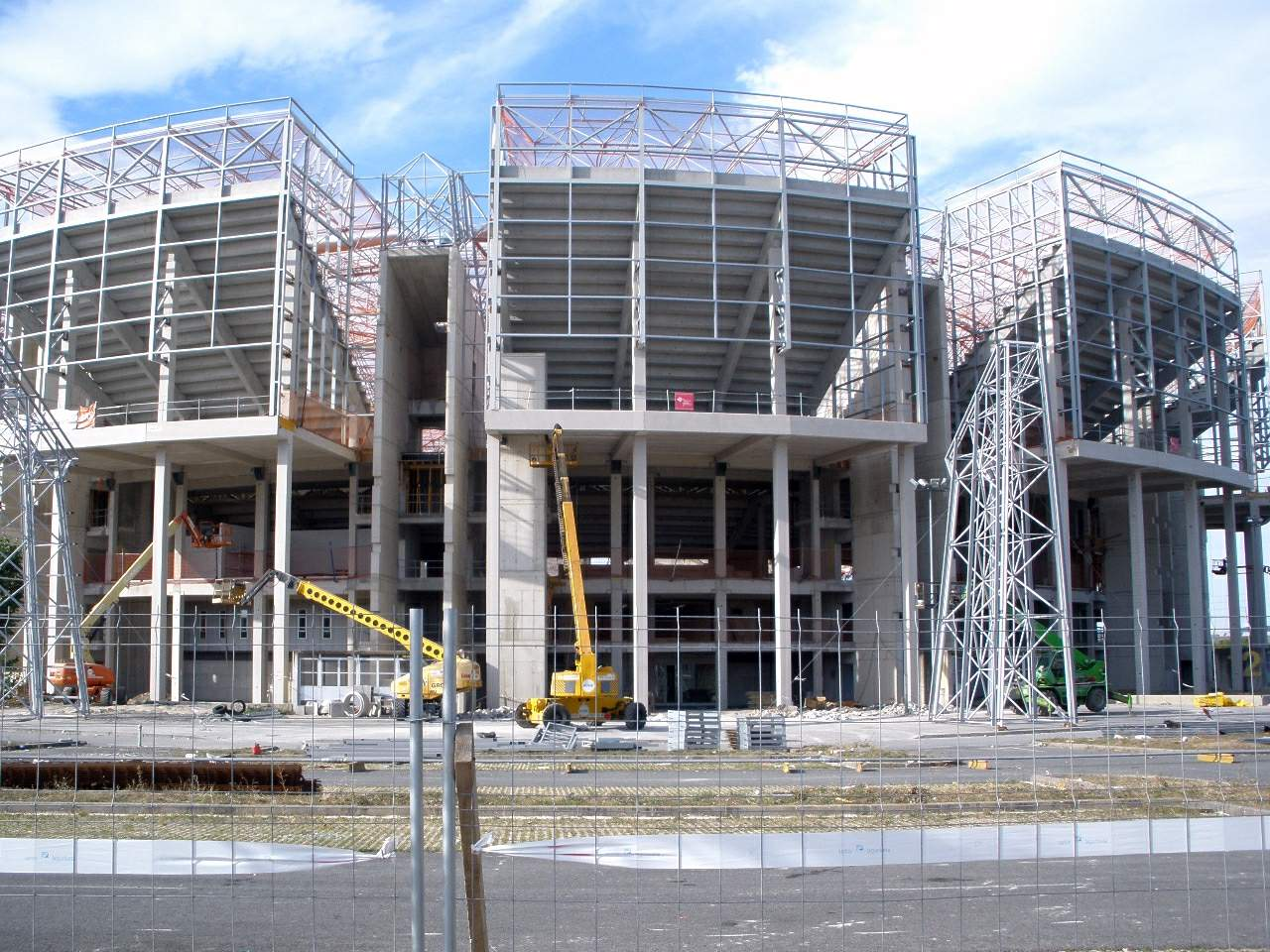
Während des Umbaus im September 2011
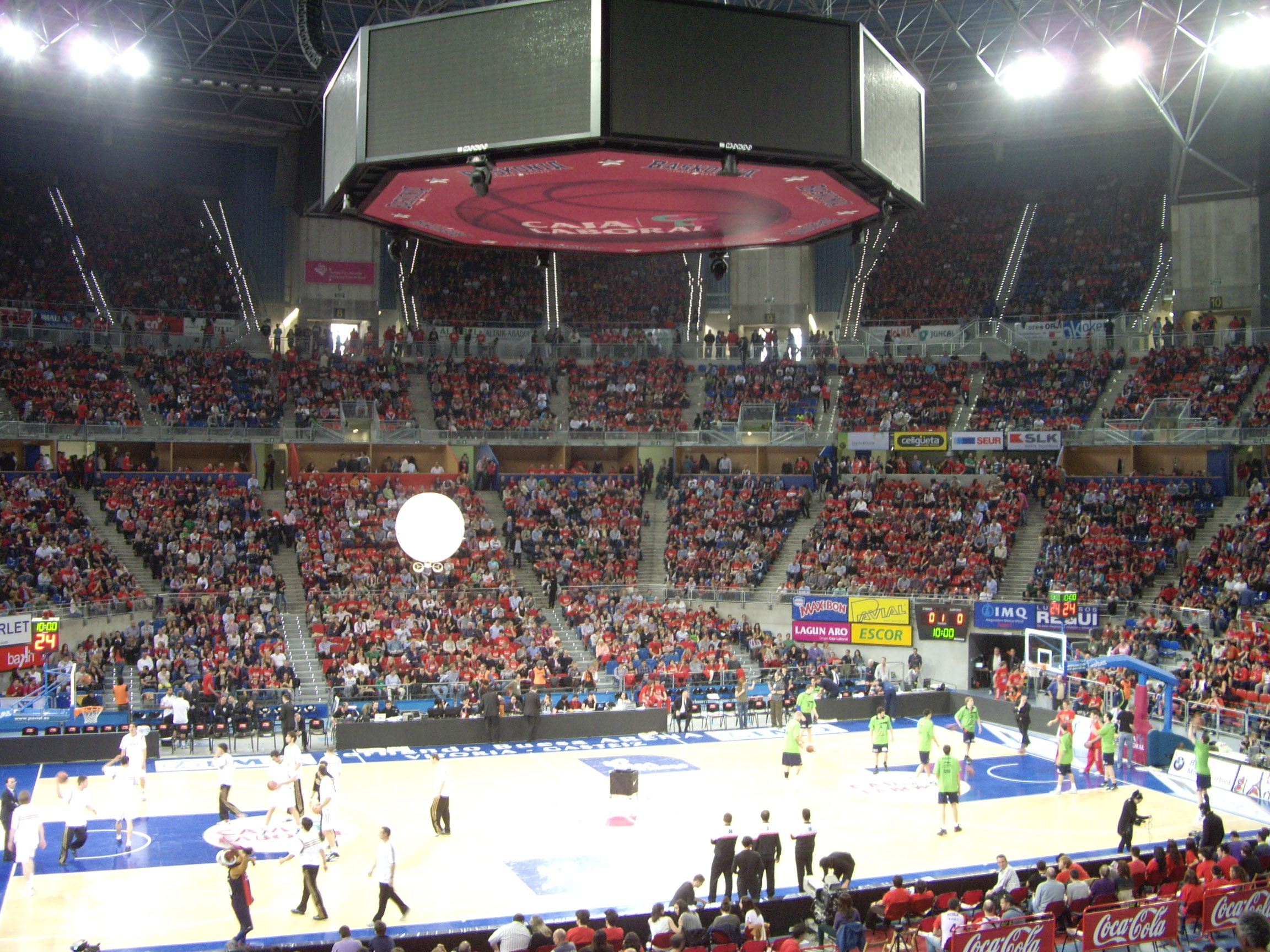
Der Innenraum nach dem Umbau